# Jane’s Carousel

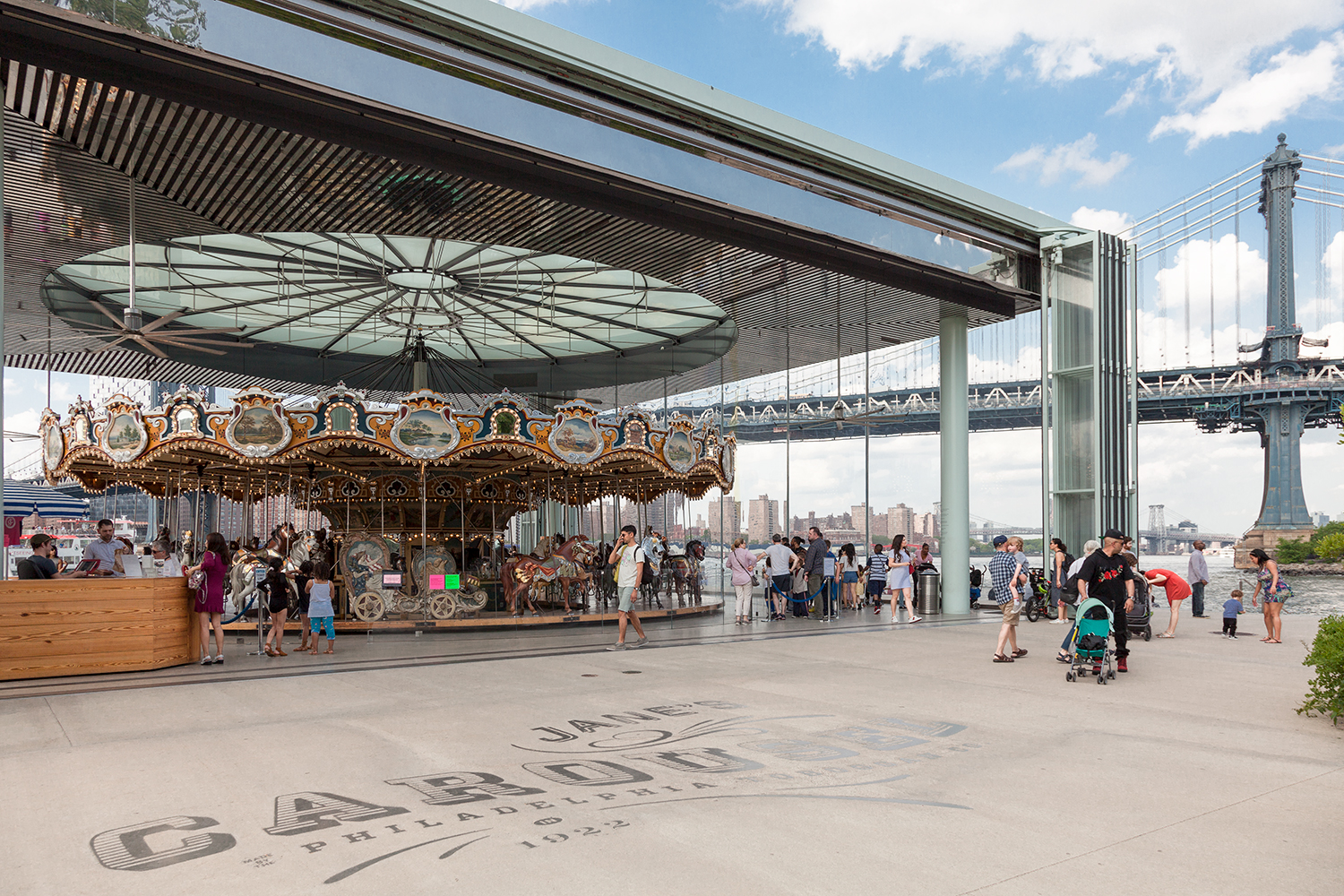
Jane’s Carousel mit der Manhattan Bridge im Hintergrund

Jane’s Carousel (ehemals Idora Park Merry-Go-Round) ist ein historisches Karussell im „Empire Fulton Ferry Park“, einem Teilabschnitt des Brooklyn Bridge Parks im Stadtbezirk Brooklyn, New York City. Es befindet sich zwischen der Brooklyn Bridge und der Manhattan Bridge direkt am East River.
Das Karussell wurde 1922 von Philadelphia Toboggan Coasters (auch als Philadelphia Toboggan Company bezeichnet) für den Vergnügungspark „Idora Park“ in Youngstown in Ohio hergestellt. Das Idora Park Merry-Go-Round wurde am 6. Februar 1975 im National Register of Historic Places (NRHP) aufgeführt. Es war das erste Karussell, das eine solche Ehrung erhielt.

## Geschichte
Das 1922 gebaute hölzerne Karussell besitzt 30 springende und 18 stehende Pferde, zwei Streitwagen und eine Jahrmarktsorgel von Wurlitzer. Der Hersteller hat es als PTC #61 bezeichnet. Die 48 hölzerne Pferde stammen von John Zalar und Frank Carretta, deren Schnitzereien in weiteren Karussells von Philadelphia Toboggan Coasters (PTC) und anderen Karussellunternehmen wie Looff eingebaut wurden. Das Karussell wurde viele Jahre im Idora Park in Youngstown in Ohio betrieben, bis am 16. April 1984 ein verheerendes Feuer den Park zum großen Teil zerstörte und einen Millionenschaden anrichtete. Die Besitzer waren später aus finanziellen Gründen gezwungen, das mit großer Mühe vor den Flammen gerettete Karussell zum Verkauf anzubieten.
Der Idora Park wurde im September 1984 wegen unerschwinglichen Wiederaufbaukosten für die Öffentlichkeit dauerhaft geschlossen. Im Oktober 1984 ersteigerten Jane Walentas und der Immobilienmakler David Walentas auf einer Auktion für 385.000 $ das Karussell und brachten es zur Restaurierung nach Brooklyn, New York City. Das Karussell ist derzeit nicht in der NRHP-Datenbank aufgeführt, da es am 29. Oktober 1985 aus der Liste genommen wurde (Änderung des Eintragsstatus in „RN“). Nach David Walentas’ Vorstellungen sollte das Karussell ursprünglich an der von ihm entworfenen neuen Waterfront von Fulton Ferry in Brooklyn wieder aufgestellt werden. Diese Idee wurde 1999 wieder verworfen. Die Restaurierung dauerte 22 Jahre und das Karussell wurde im Oktober 2006 fertiggestellt und in „Jane’s Carousel“ umbenannt. Jane Walentas setzte sich dafür ein, dass das Karussell einen dauerhaften Platz im Brooklyn Bridge Park erhält.
Das Karussell wurde am 16. September 2011 an seinem neuen Standort am East River der Öffentlichkeit wieder zugänglich gemacht. Das von den Walentas in Auftrag gegebene rundum verglaste Gebäude, das das Karussell beherbergt, wurde vom französischen Architekten Jean Nouvel entworfen. Im Oktober 2012 erlitt Jane’s Carousel durch Hurrikan Sandy einen Wasserschaden und wurde einige Monate später wiedereröffnet.